# Runkurakay

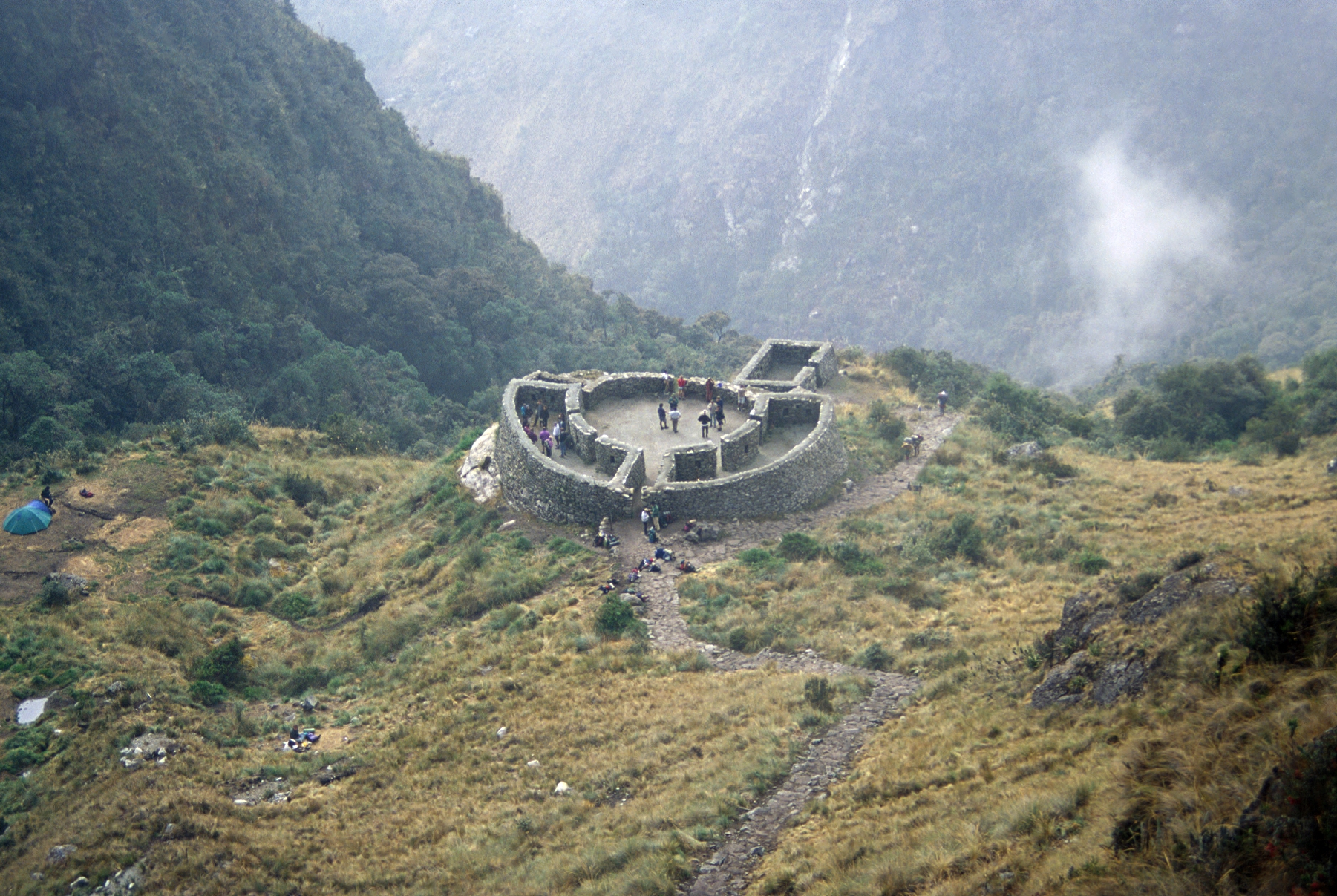
Runkurakay.

Runkurakay es un sitio arqueológico ubicado en el Perú.
Está situado en medio del camino inca hacia Machu Picchu. Sus recintos son de forma semicircular. La estructura es de piedra pizarra y granito gris. Posiblemente se trataría de un sitio de descanso o ritual.